# Fédération internationale des associations d'études classiques
 (juillet 2023).
La Fédération internationale des associations d'études classiques (FIEC), en anglais : International Federation of Associations of Classical Studies, est une union internationale d'associations nationales et internationales dont le but est le développement des études classiques (appelées autrefois humanités): grec et latin, histoire antique, archéologie classique, avec notamment des spécialisations en papyrologie, paléographie, épigraphie, numismatique, droit antique, entre autres. Elle doit sa fondation en 1948 notamment à L’Année philologique et à l'Unesco.

## Historique
Il s'agit à cette époque de l'immédiat après-guerre pour les spécialistes de ces domaines de renouer le contact entre eux, interrompu à cause de la Seconde Guerre mondiale. La Fédération doit son impulsion surtout à Jules Marouzeau (de L'Année philologique) et à Juliette Ernst qui redoutent de ne pas pouvoir compléter leurs travaux à cause de l'interruption de la guerre. Ils trouvent un appui auprès de l'Unesco à Paris qui cherche des financements et des soutiens logistiques auprès d'organismes comme l'Union académique internationale ou encore le Conseil international de la philosophie et des sciences humaines.
L'assemblée fondatrice se tient les 28 et 29 septembre 1948 à l'Unesco. Le premier président est nommé: le Danois Carsten Høeg. Largement francophone, elle est devenue de plus en plus anglophone à partir des années 1980. Son siège est établi dans la ville où réside le secrétaire.
Le secrétaire général en 2019 est la professeure Sabine R. Huebner (en), de l'Université de Bâle.
L’Assemblée Générale des Délégués de 2017 s'est tenue aux Pays-Bas, avec l’aide de l’association néerlandaise, OIKOS.
Le XVe Congrès international de la FIEC s'est tenu à Londres en 2019, avec le concours des trois associations britanniques : Society for the Promotion of Hellenic Studies, Society for  the Promotion of Roman Studies, The Classical Association.
Le XVIe Congrès international de la FIEC se tiendra à Mexico en 2022, le XVIIe Congrès en 2025 à Wrocław (Pologne).

## Membres fondateurs
- Société des études latines (France)
- American Philological Association (USA)
- Association Guillaume-Budé (France)
- Association pour l'encouragement des études grecques en France (France)
- Société internationale de bibliographie classique (France)
- Classical Association (Grande-Bretagne)
- The Society for the Promotion of Hellenic Studies (Grande-Bretagne)
- The Society for the Promotion of Roman Studies (Grande-Bretagne)
- Classical Association of Scotland (Écosse)
- Nederlands Klassiek Verbond (Pays-Bas)
- Polskie Towarzystwo Filologiczne (Pologne)
- Dansk Selskab for Oldtids-og Middelalderforskning (Danemark)
- Filologisk-Historiske Samfund (Danemark)

## Autres membres
- Deutsche Altphilologenverband (Allemagne)
- Mommsen-Gesellschaft (Allemagne)
- Sodalitas (Autriche)
- Bundesarbeitsgemeinschaft Klassischer Philologen (Autriche)
- Société d'études latines de Bruxelles (Belgique)
- Sociedade Brasileira de Estudos Clássicos (Brésil)
- Parnassos Literary Society (Grèce)
- Philologos (Grèce)
- Scientific Society of Athens (Grèce)
- Associazione Italiana di Cultura Classica (Italie)
- Centro di studi ciceroniani (Italie)
- International Plutarch Society - Sezione italiana (Italie)
- Società italiana per lo studio dell’ antichità classica (Italie)
- Schweizerische Vereinigung für Altertumswissenschaft (Suisse)
- Groupe romand des études grecques et latines (Suisse).
- Turkish Institute of Archaeology (Turquie)

## Membres internationaux
- Association internationale de papyrologues (AIP)
- Association internationale d'épigraphie grecque et latine (AIEGL)
- Association internationale d'études patristiques (AIEP)
- Association internationale des études byzantines (AIEB)
- Associazione Internazionale di Archeologia Classica (AIAC)
- Association pour l'étude de l'Antiquité tardive
- Centro Internazionale per lo Studio dei Papiri Ercolanesi Marcello Gigante
- Comité international permanent des études mycéniennes (CIPEM)
- International Association of Neo-Latin Studies (IANLS)
- International Plato Society
- Société internationale de bibliographie classique (SIBC)
- Société internationale pour l'histoire des droits de l'Antiquité (SIHDA)
- Thesaurus Linguae Latinae

## Présidents
1. 1948–1951: Carsten Høeg
2. 1951–1954: Ronald Syme
3. 1954–1959: Bernard Abraham van Groningen
4. 1959–1964: Pietro Romanelli
5. 1964–1969: Dag Norberg
6. 1969–1974: Marcel Durry
7. 1974–1979: Dionisie M. Pippidi
8. 1979–1980: Wolfgang Schmid
9. 1982–1984: William H. Willis
10. 1984–1989: Emilio Gabba
11. 1989–1994: Jean Irigoin
12. 1994–1997: John Boardman
13. 1997–2004: Carl Joachim Classen
14. 2004–2009: Heinrich von Staden
15. 2009–2014: Averil Cameron
16. 2014-2019: Franco Montanari
17. 2019-2022: Gunhild Vidén